# Værøy
Værøy é uma comuna da Noruega, com 17 km² de área e 759 habitantes (censo de 2004).